# Eitan Tadmor
Pour les articles homonymes, voir Tadmor (homonymie).
Eitan Tadmor (né le 4 mai 1954) est un mathématicien israélien-américain, professeur d'université au College Park de l'université du Maryland

## Formation et carrière
Tadmor a effectué ses études mathématiques à l'Université de Tel Aviv, avec un B.Sc. en 1973, une M.Sc. en 1975, un Ph.D. en 1978 sous la direction de Saul Sigmond Abarbanel avec une thèse intitulée « Scheme-Independent Stability Criteria for Difference Approximations to Hyperbolic Initial Boundary Value Systems ». En 1980-1982, il était instructeur de recherche Bateman à Caltech. Il est retourné à l'université de Tel Aviv et y a occupé des postes de professeur de 1983 à 1998, où il a dirigé le Département de mathématiques appliquées (1991-1993). Il est parti à l'université de Californie à Los Angeles (1995-2002), où il a été co-directeur fondateur de l'Institute for Pure and Applied Mathematics (en) (IPAM) de la NSF (1999-2001). En 2002, il a rejoint le College Park de l'université du Maryland, en tant que directeur fondateur du Centre universitaire de calcul scientifique et de modélisation mathématique Center for Scientific Computation and Mathematical Modeling (en) (CSCAMM) de 2002 à 2016. Il fait partie de la faculté du Département de mathématiques, de l'Institut des sciences physiques et de la technologie et du CSCAMM. En 2012, il a reçu le titre de PI du réseau de recherche NSF «Description cinétique des défis émergents en sciences naturelles» KI-Net de 2012 à 2018.  

## Travaux
Tadmor est connu pour ses contributions à la théorie et au calcul des équations aux dérivées partielles avec diverses applications aux ondes de choc, au transport cinétique, aux fluides incompressibles, au traitement d'image, et aux dynamiques collectives auto-organisées. 
Il a apporté une série de contributions fondamentales au développement de méthodes à haute résolution pour les lois de conservation non linéaires, en introduisant les classes de schémas centraux, schémas stables d'entropie et méthodes de viscosité spectrale. Il a participé à des travaux sur les théories cinétiques et les phénomènes de seuils critiques dans les modèles de transport non linéaire. Il a introduit de nouvelles idées de descriptions hiérarchiques multi-échelles d'images et dirige un programme interdisciplinaire sur la dynamique auto-collective avec des applications au flocage et à la dynamique d'opinion. 
Tadmor a été le conseiller de plus de 30 doctorants et stagiaires postdoctoraux, dont plusieurs sont devenus des chercheurs de pointe à part entière. 

## Prix et distinctions
Tadmor a été classé parmi les chercheurs en mathématiques les plus cités par l'ISI en 2003. Il a donné de nombreuses conférences invitées, dont une conférence invitée au Congrès international des mathématiciens (ICM) de 2002 à Pékin intitulée « High resolution methods for time dependent problems and piecewise smooth solutions », des allocutions en plénière dans les conférences internationales sur les problèmes hyperboliques (à Zurich en 1990 et à Pékin en 1998), et la réunion 2008 des fondations des mathématiques computationnelles à Hong Kong, et le SIAM a invité à la réunion conjointe de mathématiques 2014 à Baltimore. 
En 2000 il est lauréat de la conférence DiPerna.
En 2012, il faisait partie de la classe inaugurale des boursiers de l'American Mathematical Society. En 2015, il a reçu le prix Peter Henrici du SIAM-ETH pour « ses contributions originales, larges et fondamentales à l'analyse appliquée et numérique des équations différentielles non linéaires et leurs applications dans des domaines tels que la dynamique des fluides, le traitement d'image et la dynamique sociale ». Il a publié plus de cent cinquante articles de recherche  en analyse numérique et équations aux dérivées partielles appliquées.
En 2022 il est lauréat de la Conférence Gibbs et il reçoit le prix Norbert-Wiener pour les mathématiques appliquées. Il est lauréat de la Chaire d'Excellence de la FSMP en 2023.

## Publications
- A review of numerical methods for nonlinear partial differential equations.lire en ligne Bulletin AMS, vol 49, 2012, p. 507–554.
- Stability analysis of finite-difference, pseudospectral and Fourier-Galerkin approximations for time-dependent problems. SIAM Rev., vol 29, 1987, p. 525–555.
- Entropy stability theory for diefference approximations of nonlinear conservation laws and related time dependent problems, Acta Numerica, 2003, p. 451–512.